# Arturo Salazar (Squashspieler)
Arturo Israel Salazar Martínez (* 3. Januar 1988 in San Luis Potosí) ist ein mexikanischer Squashspieler.

## Karriere
Arturo Salazar begann seine professionelle Karriere in der Saison 2006 und gewann bislang 13 Titel auf der PSA World Tour. Seine höchste Platzierung in der Weltrangliste erreichte er mit Position 36 im Januar 2011. Bei Panamerikanischen Spielen gewann er bislang vier Medaillen. Bei den Spielen 2011 in Guadalajara gewann er zwei Goldmedaillen und eine Bronzemedaille. Im Endspiel des Doppelwettbewerbs gewann er an der Seite von Eric Gálvez gegen die US-Amerikaner Christopher Gordon und Julian Illingworth. Die zweite Goldmedaille gewann er mit der mexikanischen Mannschaft. Seine Bronzemedaille gewann er im Einzelwettbewerb. 2015 gewann er mit der mexikanischen Mannschaft die Silbermedaille. 2019 sicherte er sich in Lima die Bronzemedaillen im Doppel und mit der Mannschaft.
Mit der mexikanischen Nationalmannschaft nahm er 2011 und 2013 an der Weltmeisterschaft teil. Bei Panamerikameisterschaften gewann er 2014 und 2017 mit der Mannschaft den Titel. Im selben Jahr verlor er das Finale der Doppelkonkurrenz, ehe er zwei Jahre darauf mit Eric Galvéz Panamerikameister wurde. Im Einzel wurde er 2016 außerdem Vize-Panamerikameister.
Sein Zwillingsbruder César Salazar ist ebenfalls aktiver Squashprofi.

## Erfolge
- Vize-Panamerikameister: 2016
- Panamerikameister im Doppel: 2016 (mit Eric Gálvez)
- Panamerikameister mit der Mannschaft: 2014, 2017
- Gewonnene PSA-Titel: 13
- Panamerikanische Spiele: 2 × Gold (Doppel und Mannschaft 2011), 1 × Silber (Mannschaft 2015), 2 × Bronze (Einzel 2011, Doppel und Mannschaft 2019)
- Zentralamerika- und Karibikspiele: 8 × Gold (Doppel 2006, 2010, 2014 und 2018, Mannschaft 2006, 2010, 2014 und 2018), 2 × Bronze (Einzel 2014 und 2018)